# باتشي-يورت (سيسينيجا)
باتشي-يورت (بالروسية: Бачи-Юрт) هي مدينة في جمهورية الشيشان في روسيا. ويبلغ عدد سكانها حوالي 15926  نسمة.